# 哈里·怀尔德
哈里·怀尔德（英語：Harry Wyld，1900年6月5日—1976年4月5日），生于曼斯菲尔德，英国男子自行车运动员。他曾代表英国参加1924年和1928年夏季奥林匹克运动会自行车比赛，获得二枚铜牌。